# Idomene coronata
Idomene coronata är en kräftdjursart som först beskrevs av T. Scott 1894. Enligt Catalogue of Life ingår Idomene coronata i släktet Idomene och familjen Thalestridae, men enligt Dyntaxa är tillhörigheten istället släktet Idomene och familjen Pseudotachidiidae. Arten har ej påträffats i Sverige. Inga underarter finns listade i Catalogue of Life.